# Набережная Адмирала Апраксина
На́бережная Адмира́ла Апра́ксина — набережная на Смоляном мысу острова Твердыш в Петровском микрорайоне Выборга. Пролегает по берегу Крепостного пролива от Петровской набережной и Петровской площади. К набережной примыкает Петровский парк.

## История
К середине XVI века почти вся территория Выборга в пределах городской стены была застроена. Поиск новых участков под строительство наряду со стремлением уклониться от уплаты таможенных пошлин за торговлю в городе привели к тому, что бедные горожане постепенно стали переселяться на полуостров Сииканиеми (фин. Siikaniemi, «Сиговый мыс», частью которого является Смоляной мыс, фин. Tervaniemi). К началу XVII века сформировалась хаотичная застройка мыса деревянными частными домами с огородами. 
В 1640 году шведским инженером А. Торстенсоном с помощью землемера А. Стренга был составлен первый регулярный план шведского Выборга, согласно которому город разделялся прямыми улицами на кварталы правильной геометрической формы. В 1642 году землемером Э. Аспегреном был разработан и проект перепланировки застройки мыса. 

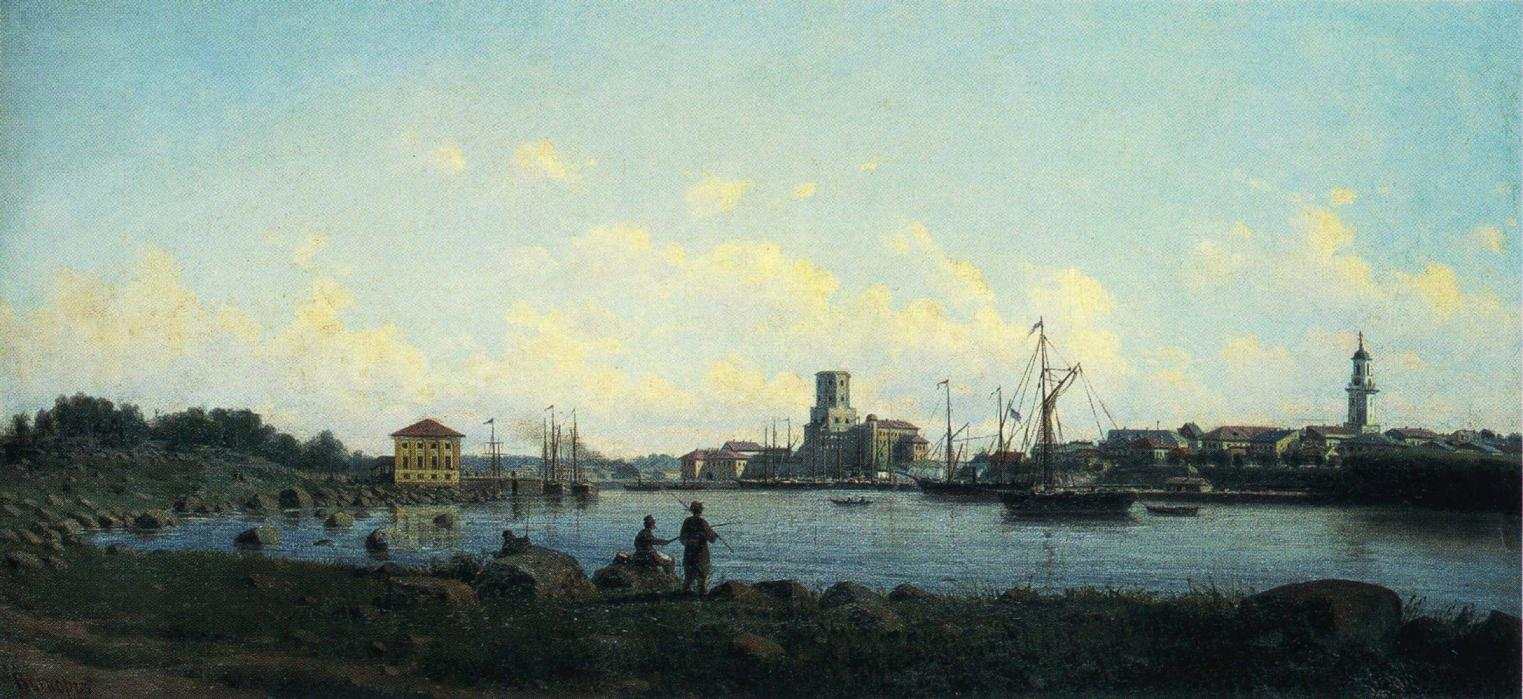
Берег Смоляного мыса и вид на город в XIX веке на картине П. П. Верещагина. Слева здание провиантского магазина

Новая перепланировка застройки берегов пролива была проведена после взятия Выборга войсками Петра I в связи с возведением при императрице Анне Иоанновне крепости Короно-Санкт-Анны. Частные деревянные домики сменились зданиями военного назначения: провиантскими магазинами, пороховыми погребами, казармами и т.п. Непосредственно на берегу размещались складские помещения с пристанями: провиантские магазины военного ведомства и купеческие лабазы (амбары), по которым набережная получила название Магазинной или Амбарной улицы (швед. Magasins Gatan, фин. Makasiininkatu). После провозглашения независимости Финляндии официальным стал финский вариант названия. С 1929 года улица называлась фин. Tervaniemenranta — «набережная Смоляного мыса». Сохранилось внушительное каменное здание провиантского магазина, построенное в 1790-х годах в стиле русского классицизма. 
После советско-финских войн (1939—1944) за набережной закрепилось название «Петровская». В 1956—1960 годах северная часть набережной была продлена на восток от Крепостного моста сквозь куртину Аннинских укреплений, соединившись с новым автомобильным мостом, названным впоследствии Петровским. В северной части набережной, как и на набережной 40-летия ВЛКСМ, были установлены гранитные тумбы с узорчатой чугунной решёткой. В южной части разместился причал для маломерных судов. Благоустроенная дорога вела на мыс с городским пляжем — излюбленное место отдыха выборжцев и их гостей в 1960-е годы. В соответствии с генпланами города, утверждёнными в 1963 и 1986 годах, предполагалось дальнейшее благоустройство набережной и пляжа, однако начавшиеся в 1980-х годах работы по строительству яхт-клуба, спроектированного архитектором Д. П. Фридляндом, были свёрнуты в условиях Перестройки и распада СССР, и частью пейзажа надолго стали каменные сваи, торчащие из залива.
В 2009 году, в ходе подготовки к празднованию 300-летия взятия Выборга русскими войсками, набережная была разделена надвое: за северной частью, проложенной в послевоенное время, сохранилось название Петровской, а дорога вдоль побережья Смоляного мыса получила название набережной Адмирала Апраксина, памятник которому установили в 2010 году на Петровской площади. Вновь выделенная набережная отнесена к Петровскому микрорайону, сформированному в 2008 году в ходе введения нового административно-территориального деления Выборга. Длина набережной достигает 900 метров. 
В 2018 году городские власти вернулись к идее использования рекреационного потенциала набережной: был разработан комплексный проект благоустройства Смоляного мыса с пляжем, предусматривающий прокладку велодорожки, организацию видовых и игровых площадок, изменение системы освещения и приспособление пороховых погребов под торговые точки и предприятия общественного питания. Первый этап проекта реализован в 2019 году. С этого времени туристическими достопримечательностями стали расположенные на смотровой площадке бетонное рыболовецкое судно «Бриз», построенное на Кубе в 1975 году и затонувшее в 1993 году, и деревянная скамейка в виде лося, которую даже укутали зимой в шарф. Планируется дальнейшая реконструкция, которая должна затронуть причалы для маломерных судов. В 2023 году на набережной по инициативе Совета главных архитекторов регионов России установлена скульптура красного кентавра — символ творческого начала архитекторов, а также основательности специалистов в сфере градостроительства.
В реестр объектов культурного наследия в качестве памятников архитектуры внесены расположенные на набережной здания и сооружения, возведённые для нужд военных властей Российской империи.

## Изображения

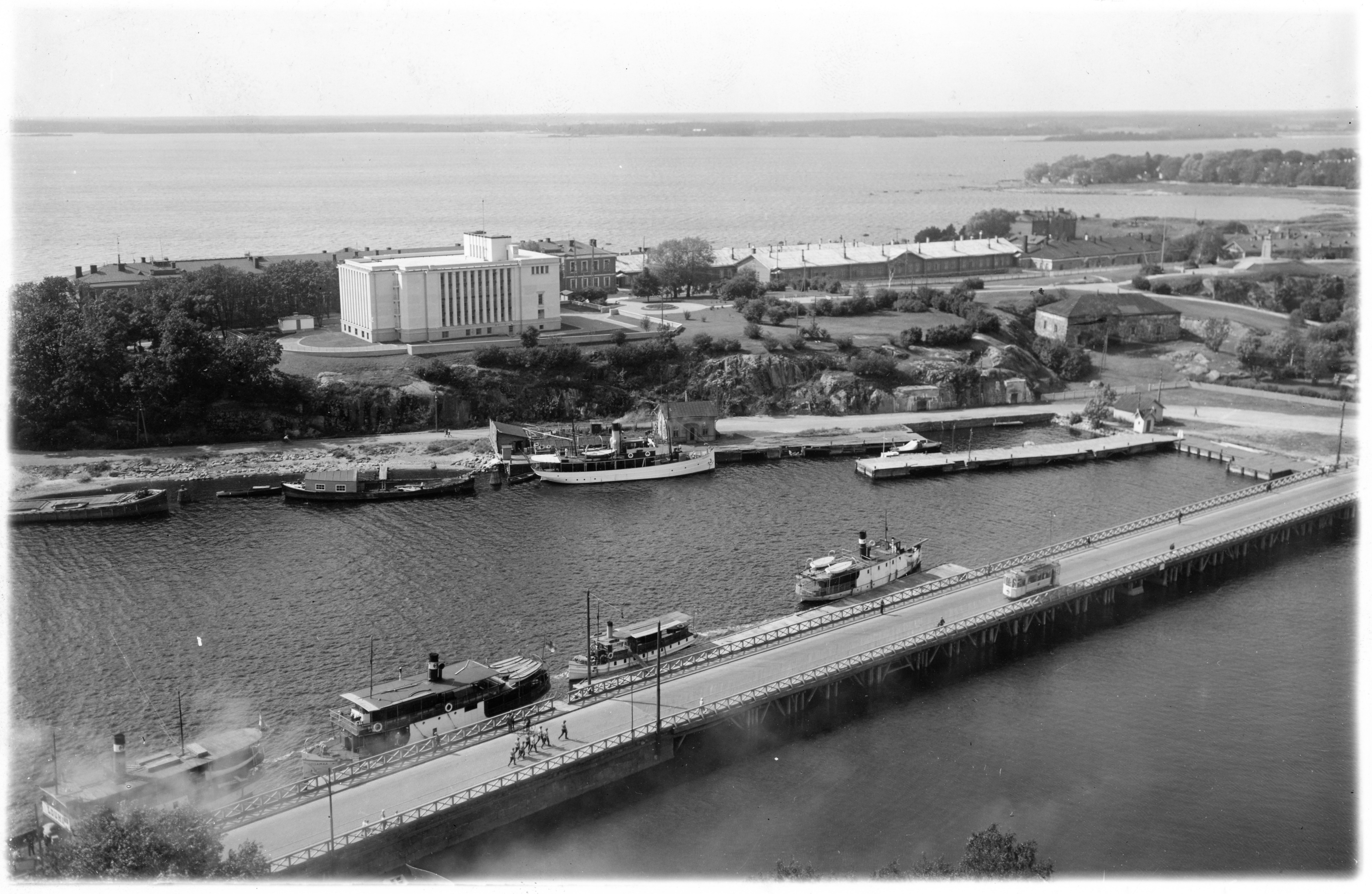
Вид с башни святого Олафа в 1934 году
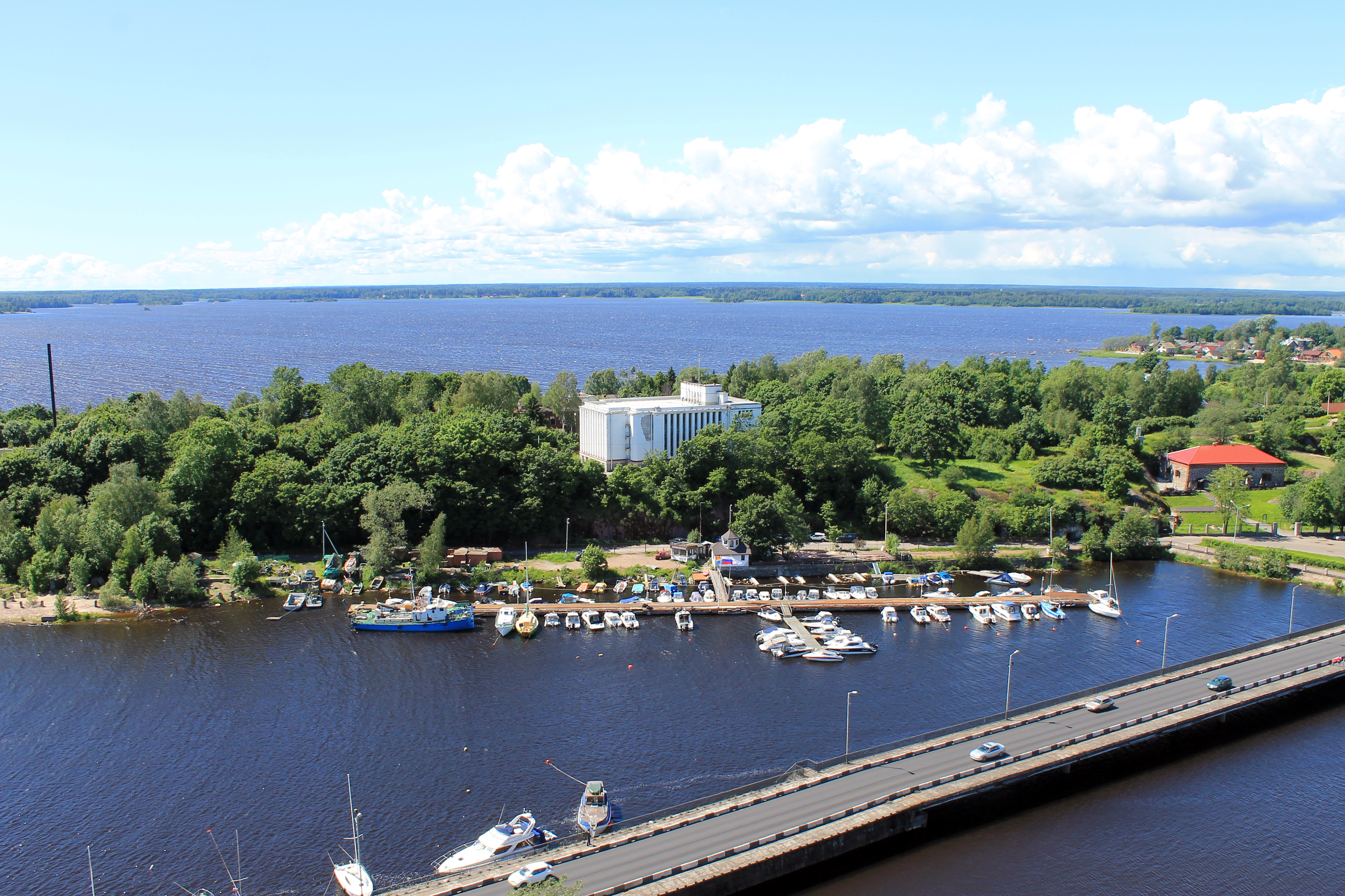
Вид с башни святого Олафа в 2014 году
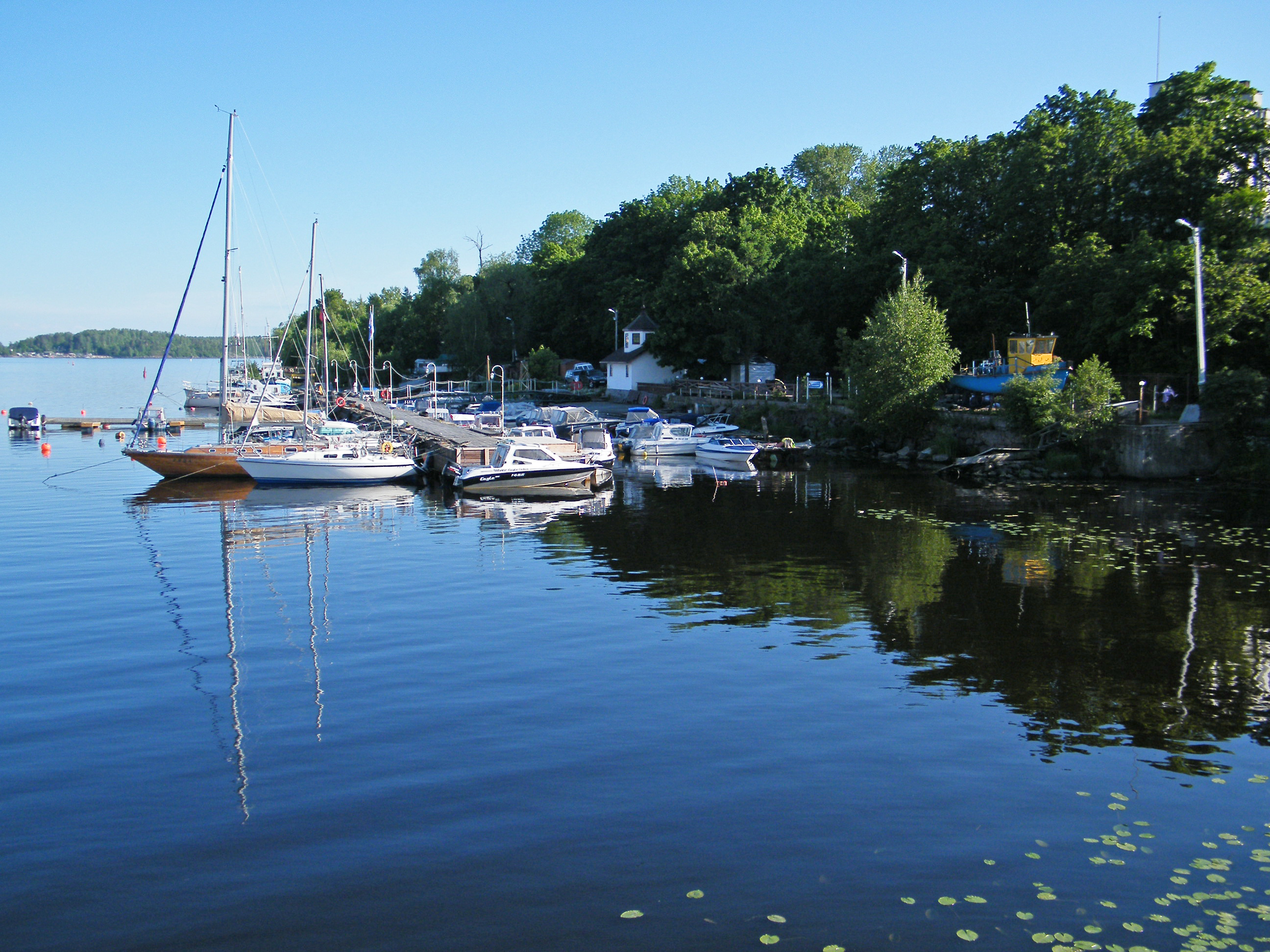
Причал маломерных судов в 2012 году
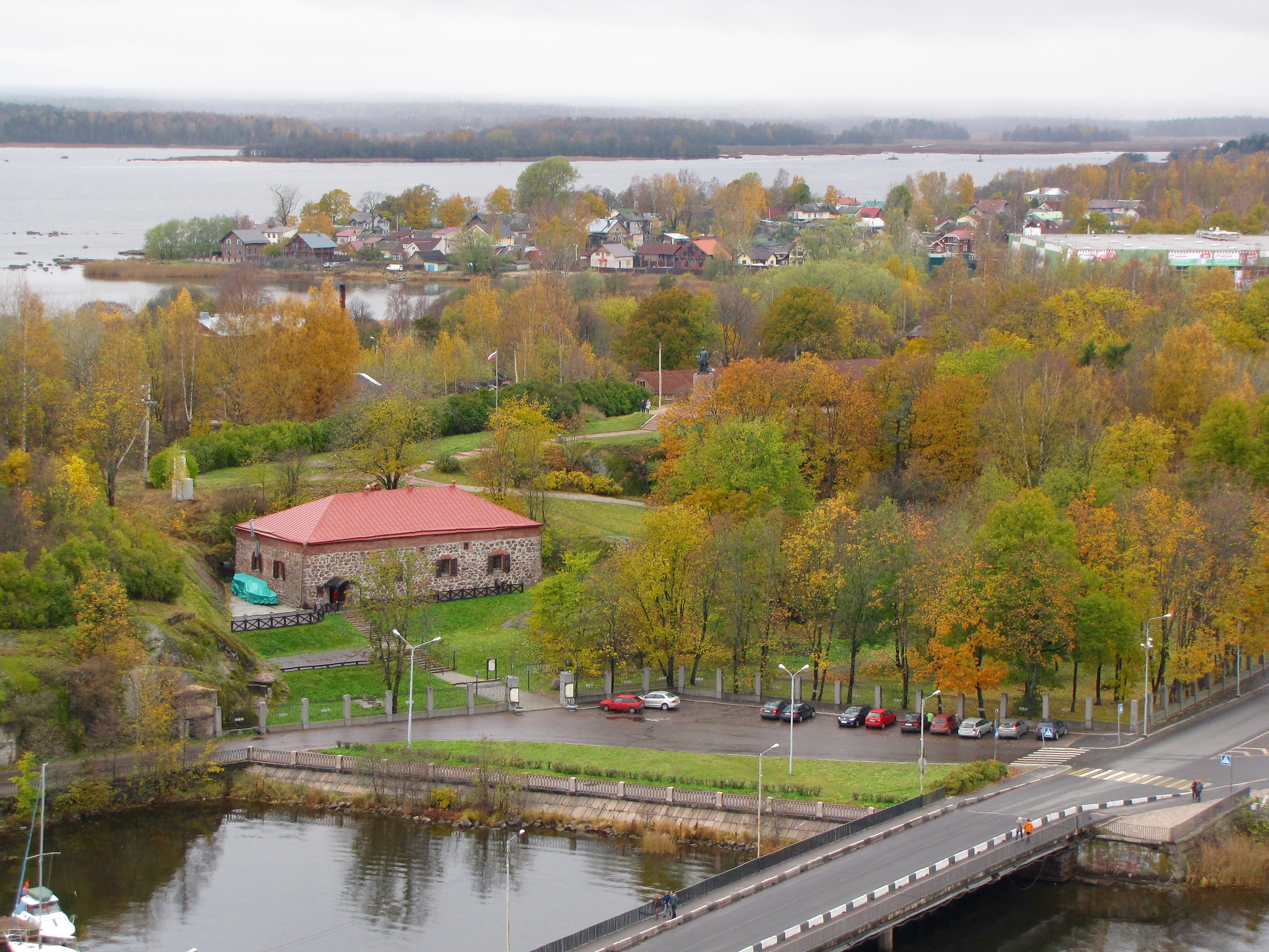
Петровский парк и место соединения с Петровской набережной в 2015 году
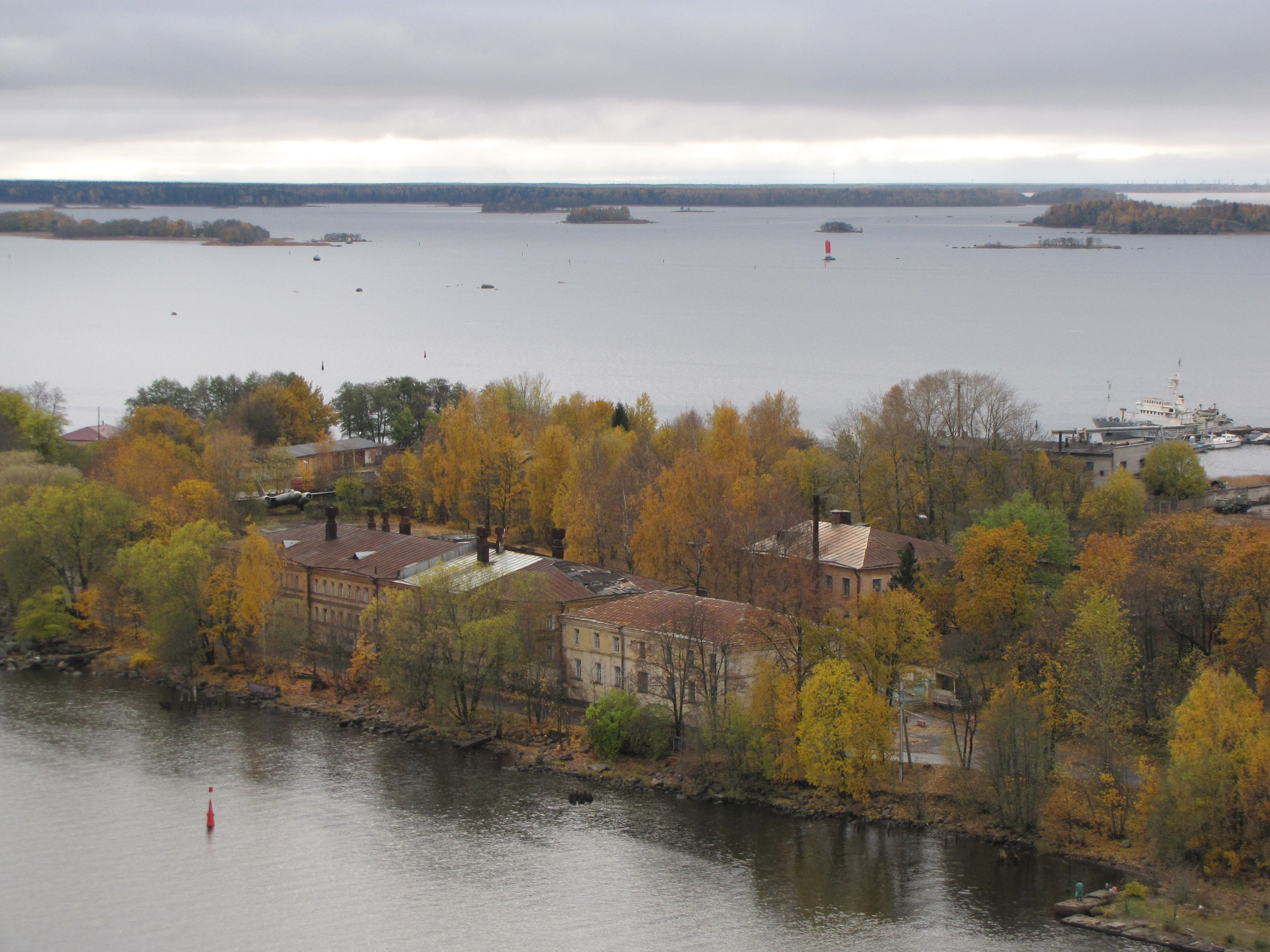
Вид с башни святого Олафа в 2014 году
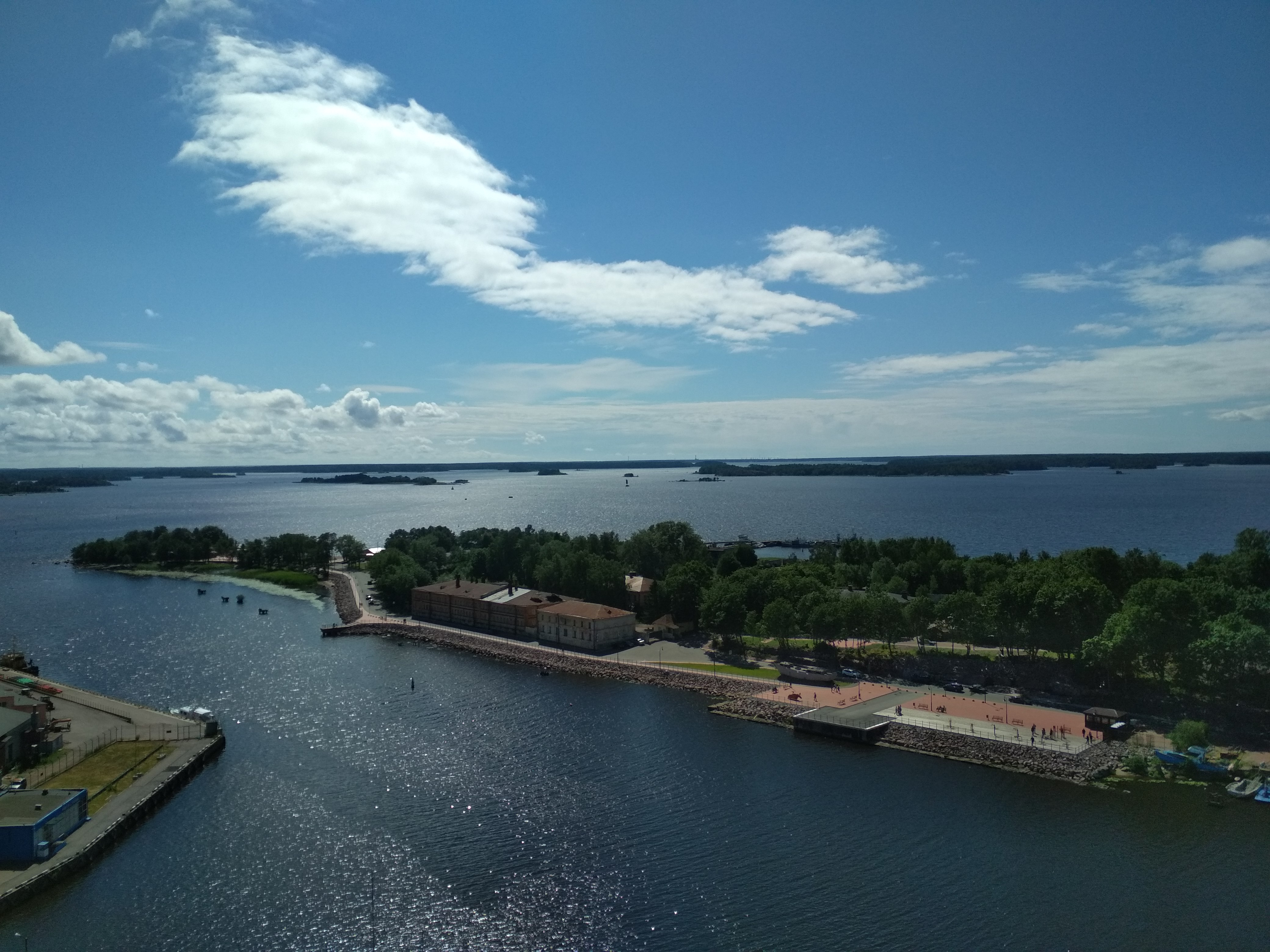
Вид с башни святого Олафа в 2020 году